# Exarcado patriarcal de Basora y el Golfo
El exarcado patriarcal de Basora y el Golfo es una circunscripción eclesiástica de la Iglesia católica en Irak. Se trata de un exarcado patriarcal sirio, inmediatamente sujeto al patriarcado de Antioquía de los sirios. Desde el 10 de septiembre de 2020 su exarca patriarcal es el obispo Firas Dardar.

## Territorio y organización
El exarcado patriarcal extiende su jurisdicción sobre los fieles católicos de sirios residentes en el sur de Irak, incluyendo la gobernación de Basora. No está claro si incluye también Kuwait.
La sede del exarcado patriarcal se encuentra en la ciudad de Basora, en donde se halla la Catedral del Sagrado Corazón.
En 2020 en el exarcado patriarcal existían 2 parroquias.

## Historia
El exarcado patriarcal fue erigido en 1982 por el patriarca Ignacio Antonio II Hayek para cubrir el sur de Irak y Kuwait, con el nombre de exarcado patriarcal de Basora y Kuwait, separando territorio de la archieparquía de Bagdad. 
El rescriptum ex audientia del papa Juan Pablo II de 6 de marzo de 2003 —confirmado por el papa Benedicto XVI el 8 de abril de 2006— confirió jurisdicción sobre todos los fieles de cualquier Iglesia sui iuris, rito o nacionalidad, a los dos vicariatos latinos de Arabia. Por esta razón el vicariato apostólico del Norte de Arabia pasó a tener jurisdicción exclusiva en Kuwait y el nombre del exarcado patriarcal fue cambiado y su jurisdicción reducida al sur de Irak.
El 22 de julio de 2020 el papa Francisco, en otro rescriptum ex audientia, decidió derogar las disposiciones de sus dos antecesores y extender la jurisdicción de los 6 patriarcas orientales sobre los dos vicariatos apostólicos de Arabia. Dispuso también que el cuidado pastoral de los fieles orientales sobre los que ejercen su jurisdicción los patriarcas se realizará en coordinación con los vicariatos apostólicos. El papa estableció que la eventual erección de nuevas circunscripciones eclesiásticas por parte de los sínodos de las Iglesias patriarcales sui iuris estará sujeta a la autorización previa de la Sede Apostólica, por lo que no está clarificada la situación del exarcado patriarcal respecto del territorio de Kuwait ante la Santa Sede.

## Estadísticas
Según el Anuario Pontificio 2021 el exarcado patriarcal tenía a fines de 2020 un total de 300 fieles bautizados.
| Año                                                                             | Población            | Población | Población      | Sacerdotes | Sacerdotes    | Sacerdotes    | Bautizados por sacerdote | Diáconos permanentes | Religiosos | Religiosos | Parroquias |
| Año                                                                             | Bautizados católicos | Total     | % de católicos | Total      | Clero secular | Clero regular | Bautizados por sacerdote | Diáconos permanentes | Varones    | Mujeres    | Parroquias |
| ------------------------------------------------------------------------------- | -------------------- | --------- | -------------- | ---------- | ------------- | ------------- | ------------------------ | -------------------- | ---------- | ---------- | ---------- |
| 1990                                                                            | 320                  | ?         | ?              |            |               |               |                          |                      |            |            | 1          |
| 2000                                                                            | 1200                 | ?         | ?              |            |               |               |                          |                      |            |            | 1          |
| 2003                                                                            | 450                  | ?         | ?              | 1          |               | 1             |                          |                      |            |            | 1          |
| 2005                                                                            | 410                  | ?         | ?              | 4          | 4             |               | 102                      |                      | 1          |            | 1          |
| 2010                                                                            | 325                  | ?         | ?              | 1          |               | 1             | 325                      |                      | 1          |            | 1          |
| 2016                                                                            | 350                  | ?         | ?              | 1          |               | 1             | 350                      |                      |            |            | 3          |
| 2017                                                                            | 350                  | ?         | ?              | 1          |               | 1             | 350                      |                      |            |            | 3          |
| 2020                                                                            | 300                  | ?         | ?              | 1          |               | 1             | 300                      | 1                    |            |            | 2          |
| Fuente: Catholic-Hierarchy, que a su vez toma los datos del Anuario Pontificio. |                      |           |                |            |               |               |                          |                      |            |            |            |

## Episcopologio
- Athanase Matti Shaba Matoka (1997-2001)
- Charbel Issou (2001-2003)
- Eshak Marzena (2003-2014)
- Emad Ekleemes (2014-10 de septiembre de 2020)
- Firas Dardar, desde el 10 de septiembre de 2020[4]